# Escuela de Dotaciones Aeronavales
La Escuela de Dotaciones Aeronavales es una academia militar española perteneciente al cuerpo de la Armada. Tiene una finalidad de ofrecer los conocimientos necesarios para el manejo de aeronaves a un número limitado de oficiales adscritos a la armada.

## Historia
En 1912, un año después de la creación de la Aviación Militar Española, ya se comenzó a formar algunos oficiales tanto del Ejército de Tierra como de la Armada en el manejo de aeronaves que estarían adscritas íntegramente a la rama correspondiente de las Fuerzas Armadas y no en exclusiva a la Aviación Militar.
Fue en 1917 cuando mediante Decreto Ley del rey Alfonso XIII se oficializó la "Aviación Naval", que más tarde se conocería por el nombre de "Aeronáutica Naval" y que han sido los predecesores de lo que hoy es conocida como la Escuela de Dotaciones Aeronavales. Estas primeras escuelas estuvieron ubicadas en Barcelona.
A mediados del siglo XX se crearía en Rota la primera Escuela de Helicópteros de España, llamada en sus principios "Escuela de Aplicación de Helicópteros", para más tarde denominarse "Centro de Instrucción y Adiestramiento Naval de Helicópteros". Tras ese cambio, surgieron con los años nuevas necesidades de formación y adiestramiento de pilotos, lo que conllevó a la reorganización de la escuela, que pasó a denominarse oficialmente en 1976 como Escuela de Dotaciones Aeronavales.
Desde entonces la escuela aumenta su oferta de formación tanto en aeronaves como en helicópteros de toda clase, todos ellos destinados al apoyo aéreo en las misiones navales de la Armada Española.

## Función y finalidad
La finalidad de esta escuela es mantener un número determinado de oficiales de la armada con conocimientos específicos en aeronaves para así poder realizar apoyo aéreo en las misiones navales que se lleven a cabo por parte de la Armada.
Esta escuela también cumple una función de asesoramiento con otras bases más pequeñas de formación aérea alrededor de España.